# Anoftalmija
Anoftalmija, poznata i kao anoftalmus (grčki: ανόφθαλμος, "bez oka"), je prirođena (kongenitalna) odsutnost jednog ili oba oka.

## Učestalost
Prava ili primarna anoftalmija vrlo je rijetka. Dijagnoza prave anoftalmije može se postaviti samo onda kad postoji potpuna odsutnost očnog tkiva u orbiti. Puno se češće viđa ekstremna mikroftalmija. U tom stanju, mala jabučica je prisutna u orbitalnom mekom tkivu, što se ne vidi inicijalnim pregledom.
Postoje tri tipa ovog stanja:
- Primarna anoftalmija je kompletna odsutnost očnog tkiva zbog greške u razvoju dijela mozga koji formira oko.
- Sekundarna anoftalmija: oko se počne razvijati pa iz nekog razloga prestane, ostavljajući dijete samo s rezidualnim očnim tkivom ili ekstremno malim očima koje se mogu vidjeti samo detaljnim pregledom.
- Degenerativna anoftalmija: oko se počelo formirati a onda iz nekog razloga degenerira. Jedan od razloga za to mogao bi biti nedostatak opskrbe oka krvlju.

## Uzroci
Anoftalmija i mikroftalmija mogu se razviti sekundarno zbog prestanka razvoja oka u raznim stadijima razvoj optičke vezikule. Bitno je prepoznati mikroftalmiju zato što razvoj orbitalne regije, isto kao i vjeđa, ovisi o prisutnosti oka normalne veličine u intrauterinom razvoju. Anoftalmija je katkad klinička karakteristika trisomije 13 koja je velika kromosomska abnormalnost.

## Liječenje
Rano liječenje raznim ekspanderima i kirurgijom, kad je to potrebno, pomaže u smanjenju orbitalne asimetričnosti i kozmetskog deformiteta kod te djece.

## Vanjske poveznice
- http://www.anophthalmia.org/ ICAN -  internacionalna mreža za djecu s anoftalmijom i mikroftalmijom

- http://www.anophthalmia.org/  ICAN - International Children's Anophthalmia and Microphthalmia Netowrk
- MAPS Parent Support group for parents with Anophthalmic and Microphthalmic children
- Anophthalmia and Microphthalmia Edukativni tekst američkog Nacionalnog instituta za oči (National Eye Institute)
- Anophthalmia / Microphthalmia Overview
- MACS The Micro and Anophthalmic Childrens Society - Nudi pomoć i informacije obiteljima iz Velike britanije i cijelog svijeta